# Sphenomorphus fragosus
Sphenomorphus fragosus este o specie de șopârle din genul Sphenomorphus, familia Scincidae, descrisă de Allen E. Greer și Parker 1967. Conform Catalogue of Life specia Sphenomorphus fragosus nu are subspecii cunoscute.